# Farornas ö (1920)
Farornas ö (originaltitel Terror Island) är en amerikansk stum äventyrsfilm från 1920, regisserad av James Cruze. Filmen producerades av Jesse Lasky och i huvudrollerna ses Harry Houdini och Lila Lee.

## Rollista
- Harry Houdini – Harry Harper
- Lila Lee – Beverly West, brorsdotter till Job Mordaunt
- Jack Brammall – Fänrik Tom Starkey
- Wilton Taylor – Job Mordaunt
- Eugene Pallette – Guy Mordaunt
- Edward Brady – Captin Marsh
- Frank Bonner – Chief Bakaida
- Ted E. Duncan  – Officerare Murphy
- Fred Turner – Mr. West
- Rosemary Theby – Sheila Mourdant, Guy Mordaunts fru

## Om filmen
Farornas ö producerades av Jesse Lasky för bolaget Realart Pictures Corporation. Inspelningen ägde rum på Santa Catalina Island och Channel Islands i Kalifornien, USA. Filmen gjordes efter ett manus av Walter Wooda, som i sin tur byggde sitt manus på en historia av Arthur B. Reeve och John W. Grey. Fotograf var William Marshall. Filmens arbetstitel var Salvage.
Filmen bestod ursprungligen av sju rullar av okänd längd. Av dessa är rulle tre och fyra i dag förlorade. Filmen hade urpremiär i april 1920 i USA. Den hade brittisk premiär den 9 maj 1921 och finländsk premiär den 16 oktober 1922. I Danmark fick filmen titeln Rædselsøen, i Spanien La isla del terror och i Sverige Farornas ö. Premiärdatum i dessa länder är okänt.